# Валунга (Ријети)
Валунга је насеље у Италији у округу Ријети, региону Лацио.
Према процени из 2011. у насељу је живело 51 становника. Насеље се налази на надморској висини од 901 м.